# Conde de Carrick (Irlanda)

Brasão de Butler, Condes de Carrick: Ou, um chefe com um recuo azul, um crescente para a diferença

Conde de Carrick, na baronia de Iffa e Offa East, Condado de Tipperary, é um título no Pariato da Irlanda. 

## Primeira criação
O título foi criado pela primeira vez em 1315 para Sir Edmund Butler, Justiciar da Irlanda, pelo Rei Eduardo II. O título está ligado à mansão de Karryk Mac Gryffin (a moderna cidade de Carrick-on-Suir) na baronia de Iffa e Offa East, Condado de Tipperary. Edmund foi pai de James Butler, 1.º Conde de Ormond, e John Butler de Clonamicklon. Entretanto, após sua morte em 1321, o condado não foi herdado por seu filho e herdeiro.
Mais tarde, com a segunda criação do título, ele foi concedido aos descendentes de seu segundo filho, John, que se tornaram Viscondes Ikerrin e Condes de Carrick . Sir Edmund Butler se destacou na luta contra a invasão de Bruce na Irlanda.

## Segunda criação
Em 1629, o Tenente-General Sir Pierce Butler foi elevado à nobreza da Irlanda como Visconde Ikerrin. Ele era descendente de John Butler de Clonamicklon, o segundo filho de Edmund Butler, Conde de Carrick. O tataraneto do visconde, o 4.º visconde, sentou-se no Parlamento irlandês de Jaime II e foi proibido em 1689 após a ascensão de Guilherme III e Maria II. Entretanto, a ilegalidade foi anulada em 1698 e ele pôde assumir seu assento na Câmara dos Lordes da Irlanda . Lorde Ikerrin mais tarde alcançou o posto militar de Brigadeiro-General.
Seu filho, o 5.º Visconde, morreu jovem e foi sucedido por seu tio, o 6.º Visconde. Ele era um clérigo protestante. Seu filho mais velho, o 7.º Visconde, morreu quando criança e foi sucedido por seu irmão mais novo, Somerset Hamilton Butler. Em 1748, o 8º Visconde Ikerrin foi feito Conde de Carrick no Pariato da Irlanda em memória de seu ancestral remoto, John Butler, mencionado acima.
Seu filho mais velho, o 2.º Conde, representou Killyleagh na Câmara dos Comuns da Irlanda. Ele foi então sucedido por seu filho mais velho, o 3º Conde. Ele atuou na Câmara dos Lordes como representante irlandês entre 1819 e 1838. Seu segundo filho, o quinto conde (que sucedeu seu irmão mais velho), foi capitão da Guarda Granadeiro e lutou na Guerra da Crimeia.
Ele morreu solteiro e foi sucedido por seu primo em primeiro grau, o sexto conde. Ele era neto do Tenente-General, o Hon. Henry Edward Butler, segundo filho do segundo Conde. Lorde Carrick era um major do Regimento Galês . Seu filho, o sétimo conde, foi controlador da casa do Lorde Tenente da Irlanda de 1913 a 1915 e lutou na Primeira Guerra Mundial, onde foi mencionado em despachos . Lord Carrick já havia sido criado em 1912 Barão Butler de Mount Juliet, no Condado de Kilkenny, no Pariato do Reino Unido, o que lhe deu um assento automático na Câmara dos Lordes. Desde 2018  os títulos são detidos por seu tataraneto, o décimo primeiro conde, que sucedeu seu pai em 2008.
A sede da família era Mount Juliet, perto de Thomastown, Condado de Kilkenny.
1. ↑  Mosley, Charles, ed. (2003). Burke's Peerage, Baronetage & Knighthood 107 ed. [S.l.]: Burke's Peerage & Gentry. pp. 703–705. ISBN 0-9711966-2-1

## Viscondes Ikerrin (1629)
- Pierce Butler, 1.º Visconde Ikerrin (falecido c. 1674 )
- Pierce Butler, 2.º Visconde Ikerrin (1637 – c. 1680)
- James Butler, 3.º Visconde Ikerrin (falecido em 1688)
- Pierce Butler, 4.º Visconde Ikerrin (1679–1710/11)
- James Butler, 5.º Visconde Ikerrin (1698–1712)
- Thomas Butler, 6.º Visconde Ikerrin (1683–1719)
- James Butler, 7.º Visconde Ikerrin (1714–1721)
- Somerset Butler, 8.º Visconde Ikerrin (1719–1774) (criado Conde de Carrick em 1748)

## Condes de Carrick (1748)
- Somerset Butler, 1.º Conde de Carrick (1719–1774)
- Henry Butler, 2.º Conde de Carrick (1746–1813)
- Somerset Butler, 3.º Conde de Carrick (1779–1838)
- Henry Butler, 4.º Conde de Carrick (1834–1846)
- Somerset Arthur Butler, 5.º Conde de Carrick (1835–1901)
- Charles Henry Somerset Butler, 6.º Conde de Carrick (1851–1909)
- Charles Ernest Alfred French Somerset Butler, 7.º Conde de Carrick (1873–1931), foi nomeado Barão Butler de Mount Juliet [Reino Unido] em 1912
- Theobald Walter Somerset Henry Butler, 8.º Conde de Carrick (1903–1957)
- Brian Stuart Theobald Somerset Caher Butler, 9.º Conde de Carrick (1931–1992)
- David James Theobald Somerset Butler, 10.º Conde de Carrick (1953–2008)
- (Arion) Thomas Piers Hamilton Butler, 11.º Conde de Carrick (nascido em 1975)

## Par atual
Arion Thomas Piers Hamilton Butler, 11.º Conde de Carrick (nascido em 1 de setembro de 1975) é o filho mais velho do 10.º Conde e sua esposa Philippa Janice Victoria Craxton. Denominado Visconde Ikerrin desde o nascimento, em 8 de janeiro de 2008 ele sucedeu como Conde de Carrick e aos outros títulos de nobreza.
Em 2019, o herdeiro presuntivo era seu irmão mais novo, Piers Edmund Theobald Lismalyn Butler (nascido em 1979). 